# Delta Ursae Minoris
δ Ursae Minoris (Delta Ursae Minoris, kurz δ UMi) ist ein circa 180 Lichtjahre von der Sonne entfernter Hauptreihenstern der Spektralklasse A mit einer scheinbaren Helligkeit von 4,4 mag.
δ Ursae Minoris trägt den Eigennamen Yildun von türkisch yıldız, „Stern“; aufgrund der Präzession der Erde galt Yildun türkischen Astronomen um das Jahr 1500 als der Polarstern. Andere Schreibweisen sind: Gildun, Vildiur, Yilduz. Ein möglicher weiterer Eigenname ist Pherkard.